# Santa Ernestina
Santa Ernestina is een gemeente in de Braziliaanse deelstaat São Paulo. De gemeente telt 5.618 inwoners (schatting 2009).

## Aangrenzende gemeenten
De gemeente grenst aan Dobrada, Guariba en Taquaritinga.